# Lory Del Santo
Loredana "Lory" Del Santo, född 28 september 1958 i Povegliano Veronese i Veneto i Italien, är en italiensk skådespelerska.
Lory Del Santo föddes i Povegliano Veronese, nära Verona, i en fattig familj. Hon var den äldsta dottern till den då 22-årige Antonio Dal Santo och hans fru Clorinda. På grund av låga temperaturer och andra faktorer föddes Del Santo i ett stall. När hon var tre år gammal dog hennes far i en bilolycka. Hon växte upp med sin mamma och sin syster, som är tre år yngre. De bodde på landet och flyttade sedan till Verona.

## Biografi
Del Santo började sin karriär som sextonåring 1975 års upplaga av Festivalbar, den första upplagan som ägde rum på Verona Arena, som blev den permanenta platsen för musikfestivalens sista kväll och för de största livekonserterna. Efter gymnasiet lämnade hon Verona för Rom och Milano, utan mammans samtycke, för att försöka göra karriär inom film och mode. Hon arbetade som modell, modefotograf och entreprenör och studerade skådespeleri. I slutet av 1970-talet hade hon sina första filmroller och deltog i 20 filmer under 6 år, varav några i genren Commedia sexy all'italiana, och arbetade bland annat med regissörerna Dino Risi, Adriano Celentano och Massimo Troisi.
1980 deltog hon i skönhetstävlingen Miss Universum. I början av 1980-talet blev Del Santo populär tack vare sitt deltagande i populära tv-program som Renzo Arbores Tagli, ritagli e frattaglie (1981) och Antonio Riccis Drive In (1983–1988). Under andra halvan av 1980-talet la hon sin karriär som skådespelare åt sidan för att ägna sig åt sitt privatliv.
Del Santo blev fokus för brittiska skvallertidningar då det framkommit att hon hade ett förhållande med Eric Clapton (som tillägnat låten "Lady of Verona" till henne). Då Clapton fortfarande var gift med Pattie Boyd inledde han ett förhållande med Del Santo, som då var knappt 27 år gammal. Del Santo födde parets son Conor Clapton den 21 augusti 1986. Conor avled den 20 mars 1991, endast fyra och ett halvt år gammal, då han föll ut från ett öppet fönster på 53:e våningen i ett lägenhetshus på Manhattan. Conors död var inspirationen till flera låtar av Clapton, bland annat "Tears in Heaven", "Circus" och "My Father's Eyes".
Efter en lång paus från skådespelarkarriären deltog hon i den tredje säsongen av L'isola dei famosi 2005. År 2006 blev hon ombedd att skriva en självbiografi, som senare blev, som Del Santo uttryckte det, en "självbiografi om mina tankar" eller ett mycket långt förord, med titeln Piacere è una sfida (översatt: Nöje är en utmaning). Eric Clapton eller deras son nämns knappt i den. I boken uppger Del Santo att hon hade en kort affär med George Harrison i december 1991 i Hiroshima, kort efter Conor Claptons död. Hon är även mor till Devin och Loren, som hon uppfostrade som ensamstående. Del Santo har alltid varit emot äktenskapsband, och hon har därför aldrig gift sig.